# Léon d'Ostie
Léon d'Ostie (Leo Ostiensis) dit aussi Léon de Marsi (Leo Marsicanus) (1046, Marsica, près de L'Aquila, Abruzzes - † vers 1116, Ostia Antica, près de Rome), est un moine, un cardinal et un chroniqueur de langue latine des XIe et XIIe siècles.

## Biographie
Léon d'Ostie appartient à une famille noble, les comtes de Marsi, une famille d'origine franque qui s'était installée dans les Abruzzes autour du IXe siècle, après la conquête carolingienne du royaume lombard.
À l'âge de 14 ans, il devient moine à l'Abbaye du Mont-Cassin (vers 1060) où il devient l'ami d'un certain Desiderius de Bénévent, le futur pape Victor III.
C'est pour lui que Léon consacre son œuvre la plus célèbre comme historien et chroniqueur : le Chronicon Monasterii Casinensis.
Léon d'Ostie semble s'inspirer fortement des travaux d'un autre célèbre chroniqueur prénommé Amatus, également moine à Mont-Cassin au XIe siècle, mais également des traditions orales et d'autres archives. Léon termine sa chronique vers 1075 mais elle est poursuivie par d'autres moines comme Pierre le Diacre.
Le pape Urbain II le crée cardinal avec le titre de cardinal-diacre de Santi Vito, Modesto e Crescenzia en 1088 et en 1101, le pape Pascal II le fait évêque-cardinal de la cité d'Ostia Antica près de Rome. Enfin, en 1105, il devient évêque-cardinal de la cité de Velletri jusqu'à sa mort survenue entre 1115 et 1117.

## Œuvres
- (la) Leo Marsicanus, Cardinalis : Chronica Monasterii Casinensis